# Bökh - Mongolsk Wrestling
Bökh - Mongolsk Wrestling er en dansk oplysningsfilm fra 2015 instrueret af Nanna Borup og Fie Porsmose Hansen.

## Handling
Mongolsk wrestling, kaldet Böhk, er en tradition, der stammer fra tiden under de store khans, da Mongoliet dominerede Asien og Europa. I morgen rider unge Sharka og hans bror til Nadaam; et wrestling-stævne på stepperne, hvor der kommer mange barske kæmpere. Brødrene skal forsvare familiens tradition som dygtige brydere, men dagen før stævnet bliver Sharka skadet i foden.